# 7158 IRTF
A 7158 IRTF (ideiglenes jelöléssel 1981 ES8) a Naprendszer kisbolygóövében található aszteroida. Schelte J. Bus fedezte fel 1981. március 1-én.